# Ørslev Kloster
 For alternative betydninger, se Ørslev. (Se også artikler, som begynder med Ørslev)
Ørslev Kloster ligger i Ørslevkloster Sogn, Skive Kommune, Fjends Herred og indtil 2007 i Viborg Amt.
Klosteret er nævnt første gang i 1275, men der er arkæologisk dokumentation samt dendrodateringer som peger på nonneklosterets grundlæggelse omkring begyndelsen af 1200-tallet. Det var et nonnekloster under benediktinerordenen. Ved reformationen blev det krongods, men nonnerne fik i første omgang lov til at blive boende. Da det blev mageskiftet til Hans Lindenov i 1584, udgjorde godset, der havde eget birketing, 52 gårde, 10 bol, 27 huse og 1 mølle.

## Bygningen
Hovedbygningens 3 fløje udgør sammen med kirken en firefløjet gård, hvor en del går tilbage til middelalderen, dog med store ombygninger undervejs, blandt andet i 1700-årene ved arkitekt Nicolaus Hinrich Rieman. Ladebygningerne brændte i 1749, men blev genopbygget 1750.
I 1920'erne var godset stærkt forfaldent, da komtesse Olga Sponneck, der i 1934 overtog ejendommen, i samarbejde med Nationalmuseet fik iværksat en restaurering. Ved Olga Sponnecks død overgik det til et legat, der fik til opgave at bevare stedet for fremtiden som barokherregård med en kulturel anvendelse. Komtesse Olga Sponnecks Legat ejer stadig ejendommen, der siden 1969 har været drevet af Foreningen Ørslev Kloster som et arbejdsrefugium. En fonds-støttet renovering i 2021-2023 til 62 millioner kroner har bl.a øget antallet af værelser fra 8 til 10, og et større køkken i kælderen.

## Området
I dag råder Ørslev Kloster over et 20 hektar eller 40 tønder land stort område bestående af offentligt tilgængelig park og skov, som strækker sig syd og vest for klosteret og kirken. Nonneklosteret var omgivet af forskellige haver gennem middelalderen både mod syd, øst og vest. Vores viden om disse haver er begrænset til spredte arkæologiske undersøgelser, ikke-destruktiv prøvning udført af Århus Universitet i 2014, samt de omkring 50 arter af kultur-reliktplanter som stadig vokser omkring klosteret. Synlig er dog ryggraden i herregårdstidens barokhave i form af lindealleer fra kirken og gennem parken og skoven. Disse er formentlig plantet omkring 1730-1740 langs en eksisterende kirkesti fra Gammel Hald mod sognekirken. Denne barokhave omtales i 1700-tallet og strakte sig med parterre fra klosterbygningerne til Kvindsnapskoven. Denne formelle have forvandledes til en frugt- og mindre romantisk have i 1800-tallet. Der omtales flere gartnere gennem 1700- og 1800-tallet, som avlede frugtsorter til godset blandt andet et Ørslev Kloster-æble og pære fra begyndelsen af 1800-tallet, fx Kronprins Frederiks taffelæble. Frem til 1964 var der en omfattende frugtplantage på de nuværende græsenge syd for klosteret. Arkæologiske undersøgelser har dog påvist meget velbevarede og vandmættede kulturlag både syd, øst og vest for klosteret med gode bevaringsforhold for organiske materialer. Disse velbevarede arealer omkring nonneklosteret sammen med det faktum at klosterets trefløje sammen med klosterkirken er bevaret gør dette til en værdifuld del af den nationale kulturarv og blandt de bedste bevarede nonnekloster anlæg i Norden.
Klosterets område afgrænses mod syd og vest af det fredede skovareal 'Kvindsnapskoven'. Det særprægede stednavn 'Kvindsnap' stammer dels fra betegnelsen 'snap' for et spids, hjørne eller fremspringende ager af jord - dels måske med henvisning til fortiden som nonneklosteret. Navnet er blevet hæftet ved et gammelt sagntræ i skovens sydligste kant 'Kvindsnapbøgen' ved en gammel danseplads. Træet gik ud omkring årtusindeskiftet, men stammen står endnu med betydelig omkreds og vidner om sine op mod 300 år lang historie. Længere mod vest i skoven vidner et andet mærkeligt stednavn 'Snekkebjerget' om en vikingetids snekkelokalitet hvor man har repareret og bygget fartøjer til Limfjordens ledingsflåde her 2-3 kilometer fra Skive fjord og Louns Bredning. I 2015 blev der bygget et madpakkehus, udeklasselokale, shelter kaldet 'Snekken Arkiveret 15. september 2016 hos  Wayback Machine' ved stedet i skoven i form af et vikingetidssnekke fartøj, som er frit tilgængeligt for alle.
Der er handikapadgang til parken langs de markerede stier fra en parkeringsplads på Hejlskovvej ved en mindre udstillingsbygning samt til Kvindsnapskoven fra en parkeringsplads fra Ørslevklostervej.